# Vorburg (Oberurnen)
Die Vorburg ist eine Burgruine im Dorf Oberurnen, heute Teil der Gemeinde Glarus Nord im Kanton Glarus in der Schweiz. Es ist die bedeutendste Burg des Kantons.

## Lage
Die Ruine steht auf einem Hügel nördlich des Dorfes Oberurnen. Die Nordwestwand des Palas erhebt sich etwa 16 Meter über den Boden. Der Palas war ein quaderförmiger Bau über einem Grundriss von 18 m × 21 m. Die rund 2 Meter dicken Wände bestehen aus grob bearbeiteten Kalksteinblöcken mit sorgfältig bearbeiteten Bossensteinen an den Ecken. Eine neuere Mauer verbindet die beiden Palas mit einem Wohnflügel auf der Ostseite. Südlich und westlich der Paläste schützten ein enger Zwinger und zwei Gräben die Burg. Spuren der Fundamente einer Brücke über die Nordseite des Innengrabens sind noch sichtbar. Das Torhaus stand wahrscheinlich auf der Nordseite der Ringmauer. Der Palast wurde wohl Ende des 13. Jahrhunderts erbaut, während die Ringmauer, der Zwinger und andere Gebäude aus dem frühen 14. Jahrhundert stammen.

## Geschichte
Im Hochmittelalter war das Gebiet um Oberurnen im Besitz des Klosters Schänis und zahlte Steuern an die Abtei Säckingen. 1264 erbten die Habsburger die Vogtei von Glarus von den Grafen von Kyburg. Etwa zwei Jahrzehnte später, 1288, gewährte ihnen die Abtei Säckingen auch ein Lehen über das Land der Abtei. Um ihre Herrschaft über Glarus zu festigen, bauten die Habsburger die Burg Näfels und wahrscheinlich auch die Vorburg. Bis etwa 1300 war die Burg ein habsburgisches Verwaltungszentrum, Mitte des 14. Jahrhunderts war sie die Residenz des österreichischen Habsburgers Vogt Hermann III. von Breitenlandenberg.
1351 rebellierte Glarus gegen die Habsburger, griff die Burg Näfels an und zerstörte sie. Vielleicht wurde auch die Vorburg angegriffen, obwohl es bisher keine Aufzeichnungen darüber gibt. Wahrscheinlich wurde die Burg nach der Zerstörung von Näfels erweitert, entweder durch die Habsburger oder durch Glarus. 1369 erschien sie urkundlich, als ein Rudolf Stucki die Burg als Sicherheit verpfändete. 1386 wurde sie als Zufluchtsburg erwähnt und war wahrscheinlich nicht regelmässig bewohnt. Im 15. Jahrhundert wurde sie verlassen und verfiel. Viele Steine zeugen von einem grossen Brand in der Burg; doch ob es sich um einen Unfall oder die Spuren eines Angriffs handelte, ist unbekannt.
Die Nordwestwand des Turms wurde im 19. Jahrhundert repariert und erhalten. 1940 wurde die südliche Ringmauer ausgehoben und stabilisiert. Bei einer archäologischen Ausgrabung im Jahr 1970 wurden Spuren eines Nebengebäudes sowie eine Schicht Tierknochen entdeckt.

## Instandhaltung
Die Burgruine und das Umland werden seit 2002 von der Stiftung «Pro Vorburg Oberurnen» gepflegt und erhalten.  Dabei wurden vor allem Büsche und Bäume gerodet, damit die Burg vom Tal her gut sichtbar ist und für Besucher einfach zugänglich bleibt. Im Nordwesten, vor der Burgmauer, baute der Verein eine Feuerstelle und Sitzgelegenheiten. Ernst Küng baute einen Brunnen und einen Werkzeugschuppen für die Arbeiten um die Burg.
Seit 2017 unternahm die Stiftung zusammen mit Experten nötige Bauarbeiten, um die Ruine vor dem endgültigen Verfall zu sichern. In einer ersten Bauphase wurden die Mauern im Innenbereich der Burg von Schutt befreit und verstärkt, um sie auf weiteres zu konservieren.
2020 reichte Landrat Steve Nann die Motion «Beitrag zur Erhaltung der Vorburg» ein, welche einen Verpflichtungskredit für die baulichen Massnahmen zum Erhalt der Vorburg verlangte. 2021 sicherte der Regierungsrat der Stiftung Pro Vorburg für die Sanierung einen Betrag von 605'645 Franken zu, was die Sicherung der Burg vor dem Zerfall ermöglichen sollte.